# Julio César Martín Trejo
Julio César Martín Trejo (Cozumel, Quintana Roo, 11 de octubre de 1964), identificado como un fuerte defensor y promotor de los derechos LGBTQ, es el obispo diocesano de la Diócesis Anglicana del Sureste de la Iglesia Anglicana de México

## Apoyo a los derechos civiles LGBT

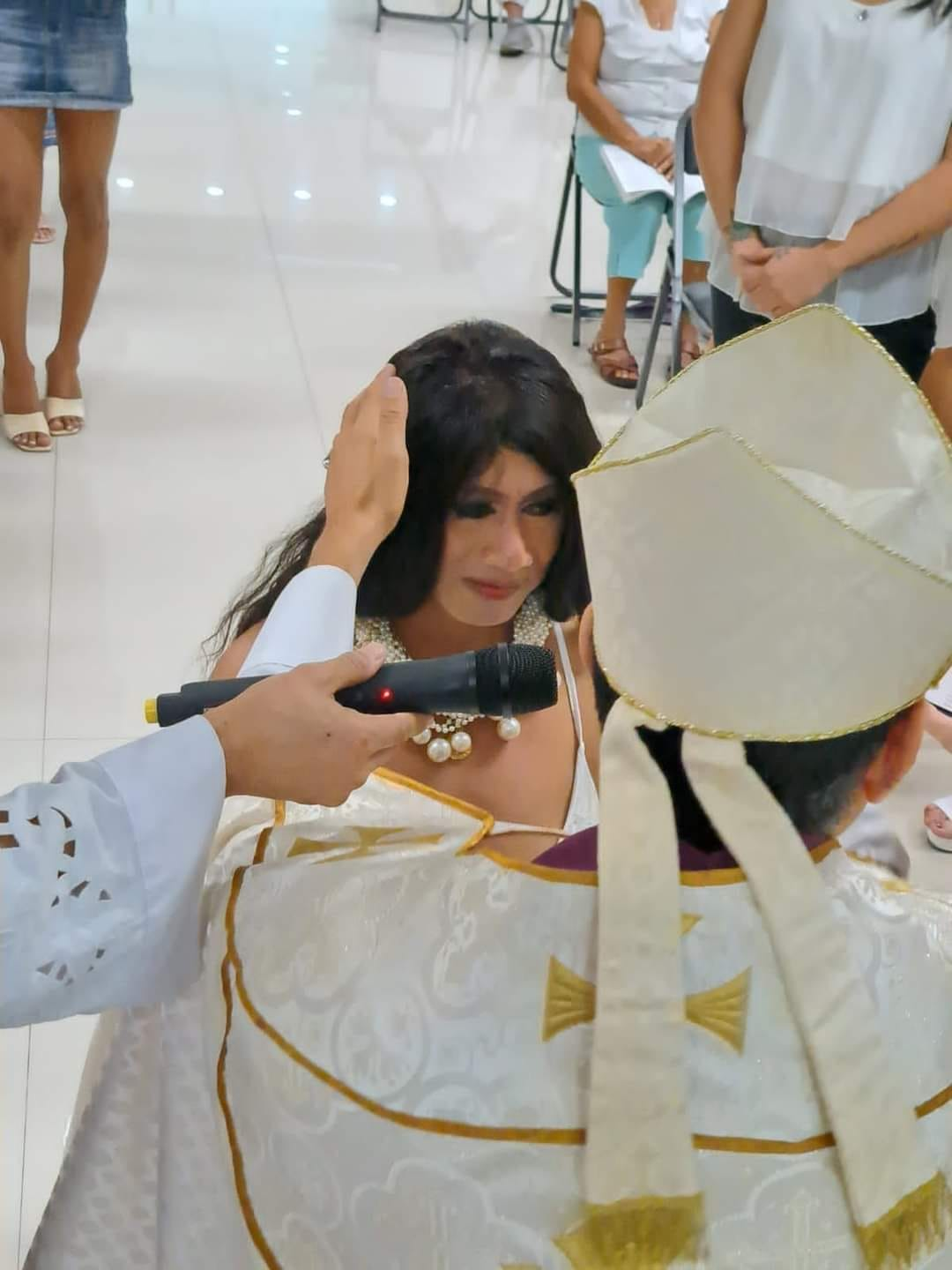
El obispo Martin confirmando a una mujer trans en 2023

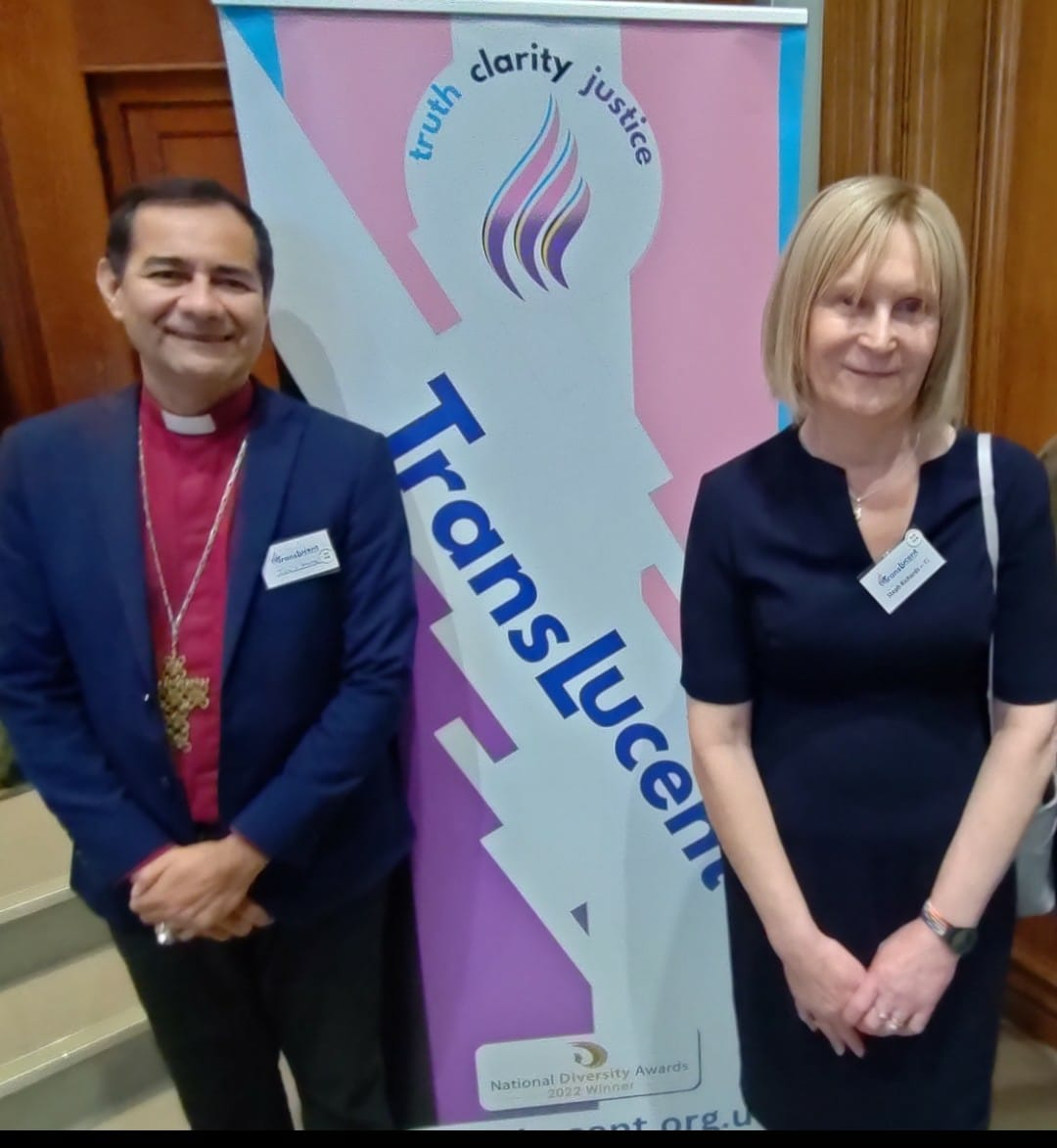
Martin en la Conferencia TransLucent por los derechos de las personas trans celebrada en noviembre del 2023 en Londres, Inglaterra.

Ha sido uno de los dos únicos obispos de las principales Iglesias históricas (el otro es el obispo católico José Raúl Vera López) que ha apoyado plenamente los derechos civiles de la comunidad LGBT en México: apoya abierta y públicamente los derechos civiles para la comunidad LGBT permitiendo a laicos y clérigos locales participar en las celebraciones del orgullo gay, y pidiendo a las autoridades civiles que cumplan con la resolución de la Suprema Corte que declara inconstitucionales todas las leyes que discriminan a las personas LGBT. Así mismo, el obispo Martín pidió expresamente a las autoridades civiles que respeten la resolución de la Suprema Corte Federal y legalicen el matrimonio civil gay.

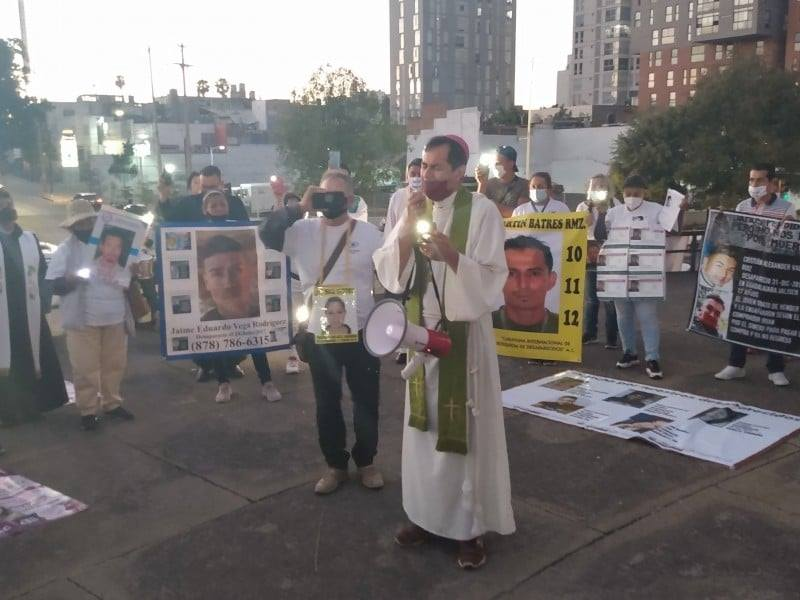
Obispo Julio C. Martin acompañando a familiares de desaparecidos, Guadalajara, Jalisco

Su diócesis también se pronunció en contra de los delitos de odio contra personas LGBT. El obispo Martin también propuso permitir la bendición de familias no tradicionales, aunque la política está en discusión y aún no aprobada. Otros clérigos de la diócesis del Obispo Martin apoyan la plena inclusión de personas LGBT en la Iglesia; en febrero de 2022 bajo su liderazgo el sínodo de su diócesis aprobó cambiar el canon del matrimonio por mayoría de 66% en voto secreto.   En agosto del 2021 se congratuló después de que el congreso de Yucatán aprobara el matrimonio igualitario, en un mensaje que difundió en redes señaló:
“…esto refleja la igualdad que sustentamos todos ante los ojos de Dios. Los grupos que rechazan la diversidad sexual no deben usar sus posiciones de poder para hablar en nombre del pueblo y de otras denominaciones y grupos cristianos, hay quienes consideramos a la diversidad sexual como parte de la realidad humana”.

 
También ha sido un partidario vocal de las políticas progresistas en contra de las cuales están todas las demás Iglesias nacionales. Es partidario de la política estatal tradicional de separación de Iglesia/Estado arraigada en la constitución mexicana.

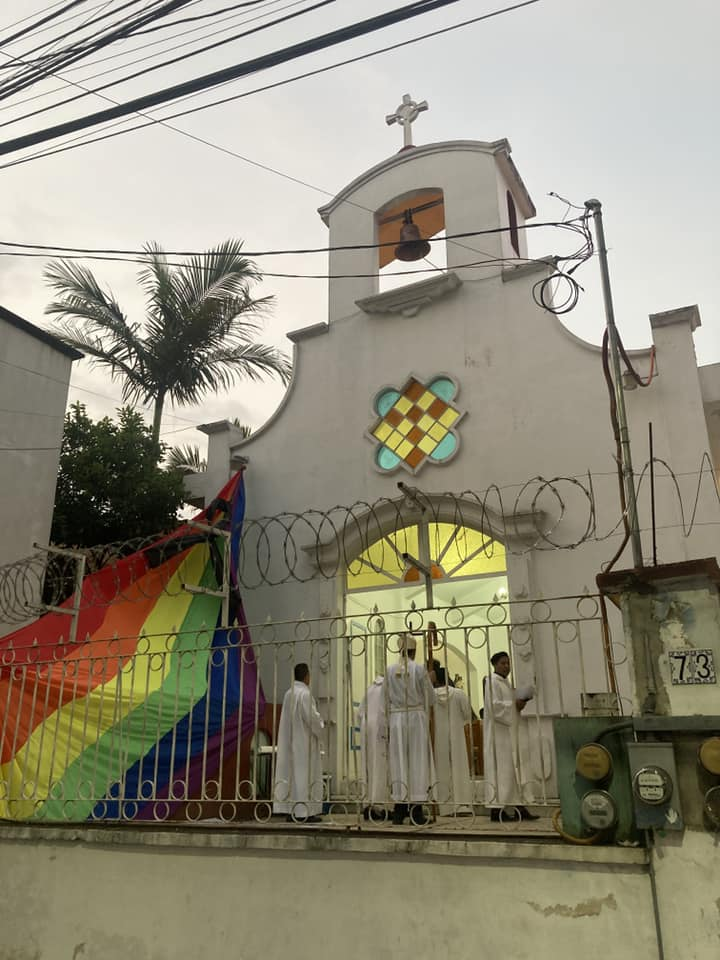
Catedral Anglicana, Xalapa, Veracruz

En 2022 durante la Lambeth Conference el obispo Martin fue el único obispo anglicano hablante de español en firmar una declaración pro-LGBTQ afirmando la santidad del amor de las parejas LGBTQ.
En 2023 la Iglesia Anglicana del Canadá a través de Huron University College le confirió un doctorado Honoris Causa por su liderazgo pro-LGBTQ en Latinoamérica.

## Apoyo a otras causas sociales
Ha participado no solo en marchas en defensa de la comunidad LGBTTI, sino en la del 2 de octubre que sale de la Plaza de las Tres Culturas de Tlatelolco rumbo al Zócalo conmemorando la matanza de estudiantes de 1968 en la Ciudad de México, y en las marchas con los familiares de personas desaparecidas en Papantla, Veracruz, en Guadalajara, Jalisco y en Cuernavaca, Morelos, asegurando en entrevista que se debe atender “a los olvidados a sectores que nadie quiere servir”.
Apoyó el primer ministerio de ayuda propositiva en su diócesis, como los llama el atender a las personas con VIH: “No las atendemos con un ven a morirte aquí te cuidamos, no, promovemos el cuidado de su salud, les ofrecemos retroviral, porque aquí no se aplica que te infectaste porque pecaste”.
En su estancia en la Ciudad de México hace 20 años como rector de la Catedral Anglicana de San José de Gracia, en el Centro Histórico, desarrolló la atención espiritual a sexoservidoras.

## Educación
Nacido en Cozumel y aunque relacionado con las familias políticas de origen maronita libanés (Martín, Borge, Joaquín), creció como ateo cursando estudios en arqueología en la Escuela Nacional de Antropología e Historia para después estudiar teología en el seminario anglicano de San Andrés (CDMX), en Huron University College (en la University of Western Ontario), y en la Universidad La Salle (CDMX). De 1997 a 1998 realizó investigación en la Episcopal Divinity School (Cambridge, Mass.) para un libro sobre Richard Hooker y teología anglicana del siglo dieciséis. Es uno de los pocos sacerdotes que ha sido invitado al Castillo de Windsor a tomar cursos en la St George's House. Actualmente cursa una maestría en teología y estudios religiosos en la Atlantic School of Theology, Halifax, Nova Scotia. Martín domina las principales lenguas occidentales y es autor de artículos sobre política y asuntos sociales. En mayo de 2023 la University of Western Ontario a través de su colegio fundador, Huron University College, le confirió un Doctorado en Divinidades honoris causa por su defensa en favor de la comunidad LGBTQ+ en la iglesia. Es casado y tiene un  hijo.

## Ministerio

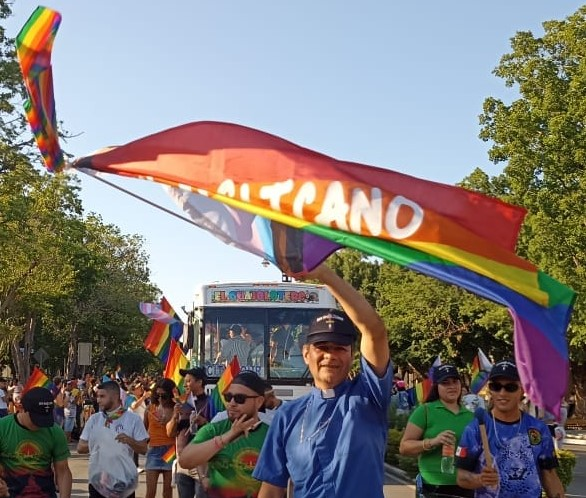
Obispo Julio César Martin al frente de una marcha LGBTQ en Mérida, México.

Ordenado diácono en 1991, Martín sirvió brevemente en Prescott, Ontario, y más tarde en Taxco, México, de 1992 a 1997. Para 1999 era maestro en el seminario San Andrés en Ciudad de México, capellán juvenil, editor de la revista diocesana, y representante de la Iglesia Anglicana de México ante agencias gubernamentales. Fue deán de la catedral de San José de Gracia en la Ciudad de México (2001–2010), donde fue capellán de organizaciones de base que apoyan a trabajadoras sexuales, antes de un período de diez años de ministerio parroquial en Jasper, Alberta, y en  North Sydney, Nova Scotia. Fue elegido obispo coadjutor diócesis Anglicana del Sureste de México en marzo de 2019; fue consagrado en septiembre 21 del mismo año por el obispo Primado de México y diocesano del Norte de México, por el obispo de la Iglesia Episcopal Reformada Española, y por el obispo sufragáneo de la diócesis de Europa de la Iglesia de Inglaterra. La participación de estos obispos significa que las líneas episcopales de las sucesiones apostólicas de la Iglesia Veterocatólica de Utrecht, la (Anglicana) de la  Iglesia de Irlanda, y la de la Iglesia de Inglaterra han entrado al episcopado mexicano el cual deriva  del linaje episcopal escocés. Julio César Martín fue declarado obispo diocesano el 10 de marzo de 2020.

## Consagrantes y linaje episcopal
- Consagrante principal: Ilmo.Francisco Moreno, Primado de la Iglesia Anglicana de México
- Co-consagrantes: Ilmo. David Hamid, Obispo sufragáneo para Europa (Iglesia de Inglaterra)
- Ilmo. Carlos Lopez-Lozano, obispo de España; (Iglesia Española Reformada Episcopal)

Otros consagrantes:
Ilmo. Sergio Carranza Gómez (Iglesia Anglicana de México)
Ilmo. James H. Ottley (Iglesia Episcopal en los Estados Unidos)
Ilmo. Ricardo J. Gómez O. (Iglesia Anglicana de México)

El episcopado de la Iglesia Anglicana de México deriva su linaje episcopal de la Iglesia Episcopal en los Estados Unidos, sin embargo, un obispo de la Iglesia de Inglaterra y un obispo de la Iglesia Española Reformada Episcopal (habiendo sido consagrados por el Arzobispo de Canterbury George Carey, y por obispos vetero-católicos y obispos de la Iglesia de Irlanda  -entre ellos John Coote Duggan, obispo de Tuam, Killala y Achonry, y Joachim Vobbe, obispo vetero-católico de Bonn, Unión de Utrecht) participaron en 2019 como co-consagrantes del obispo Martín-Trejo, lo que significa la introducción de las líneas de la sucesión apostólica vetero-católica holandesa, irlandesa e inglesa al episcopado anglicano en México.